# Maciej Manicki
Maciej Maria Manicki (ur. 21 listopada 1954 w Poznaniu) – polski polityk, działacz związkowy, poseł na Sejm I, II, III kadencji, w latach 2001–2004 przewodniczący Ogólnopolskiego Porozumienia Związków Zawodowych (OPZZ).

## Życiorys
Ukończył w 1973 zasadniczą szkołę zawodową w Szczecinie. Od 1979 do rozwiązania należał do Polskiej Zjednoczonej Partii Robotniczej. Pracował jako monter w Szczecińskiej Stoczni Remontowej „Gryfia”, w 1983 został przewodniczącym NSZZ Stoczniowców Pracowników SSR. W drugiej połowie lat 80. zasiadał w Komisji Planowania przy Radzie Ministrów. Brał udział w rozmowach Okrągłego Stołu po stronie rządowej.
W latach 1990–1995 pełnił funkcję wiceprzewodniczącego Ogólnopolskiego Porozumienia Związków Zawodowych. W latach 1991–2001 sprawował mandat posła na Sejm I, II i III kadencji wybranego z listy Sojuszu Lewicy Demokratycznej w okręgu szczecińskim. W 2001 nie ubiegał się o reelekcję.
W rządzie Włodzimierza Cimoszewicza objął stanowisko wiceministra pracy (1995–1997). Od 1998 do 2001 ponownie pełnił funkcję wiceprzewodniczącego OPZZ, od 2001 do 2004 kierował OPZZ. Od 2004 pełnił funkcję przewodniczącego Wolnego Związku Zawodowego Pracowników Gospodarki Morskiej, następnie został członkiem jego prezydium. Pozostał członkiem władz krajowych OPZZ, objął funkcję przewodniczącego rady Fundacji Porozumienie zarządzającej majątkiem Funduszu Wczasów Pracowniczych.

## Wyniki wyborcze
| Wybory | Komitet wyborczy | Komitet wyborczy             | Organ             | Okręg | Wynik |
| ------ | ---------------- | ---------------------------- | ----------------- | ----- | ----- |
| 1991   |                  | Sojusz Lewicy Demokratycznej | Sejm I kadencji   | nr 20 | 5800  |
| 1993   |                  | Sojusz Lewicy Demokratycznej | Sejm II kadencji  | nr 44 | 7354  |
| 1997   |                  | Sojusz Lewicy Demokratycznej | Sejm III kadencji | nr 44 | 3813  |